# Belivaldo Chagas
Belivaldo Chagas Silva (Simão Dias, 19 de abril de 1960), é um defensor público aposentado, advogado e político brasileiro, filiado ao Podemos (PODE). É ex-governador do Estado de Sergipe. 
Foi deputado estadual por quatro mandatos, duas vezes vice-governador de Sergipe (2007-11 e 2014-18) e Secretário-Chefe da Casa Civil. Assumiu o governo do Estado pela primeira vez em 7 de abril de 2018, após a renúncia do então governador, Jackson Barreto (MDB), que deixou o cargo para disputar uma vaga no Senado Federal.
Nas eleições estaduais de 2018, ao lado de Eliane Aquino, do Partido dos Trabalhadores (PT), Chagas conseguiu reeleger-se ao governo do Estado com 64,72% dos votos válidos, derrotando o deputado federal Valadares Filho (PSB) no segundo turno das eleições.

## Biografia
Filho de Arivaldo Chagas Silva, já falecido, e Maria Belizana da Silva, Belivaldo Chagas é natural de Simão Dias, Sergipe, mas ainda jovem mudou-se para Salvador, na Bahia, onde concluiu o Ensino médio. De volta a Sergipe, graduou-se em Direito pela Universidade Tiradentes, unidade Aracaju.
Além disso, Belivaldo Chagas é divorciado e tem três filhos: Priscila, Guilherme e Maria Clara.

## Trajetória política
Belivaldo Chagas disputou sua primeira eleição na década de 1980, quando concorreu ao cargo de vereador no município de Simão Dias. Porém, foi em 1990 que Chagas ocupou seu primeiro cargo público ao eleger-se deputado estadual, mantendo-se na Assembleia Legislativa de Sergipe por mais três legislaturas.
Em 2006, foi eleito pela primeira vez vice-governador de Sergipe no governo de Marcelo Déda do Partido dos Trabalhadores (PT), falecido em 2013. Em 2014, assumiu o cargo pela segunda vez ao lado de Jackson Barreto do Movimento Democrático Brasileiro (MDB) e, em 07 de abril de 2018, assumiu como Governador do Estado após a renúncia de Jackson Barreto que deixou o cargo para disputar uma vaga no Senado Federal.
Já em outubro de 2018, foi reeleito Governador do Estado de Sergipe no segundo turno com a soma de 679.051 votos, derrotando o deputado federal Valadares Filho do (Partido Socialista Brasileiro) (PSB), com 370.161 votos.
Além disso, Belivaldo Chagas ocupou diversos cargos públicos, atuando como Oficial Administrativo da Secretaria de Estado da Educação de Sergipe (SEED), Diretor-Presidente dos Serviços Gráficos de Sergipe (SEGRASE), Secretário de Estado de Articulação com os Municípios, Coordenador Geral do Projeto Nordeste (PRONESE), Secretário de Estado de Desenvolvimento Municipal de Aracaju, Secretário Extraordinário de Relações Institucionais e de Articulação Política do Município de Aracaju, Secretário de Estado da Educação, Vice-Presidente do Conselho Nacional de Secretários de Estado da Educação (CONSED) e Secretário de Estado-Chefe da Casa Civil.

## Desempenho em eleições
| Ano  | Eleição                  | Candidato a       | Partido | Coligação                                                                   | Chapa                  | Votos   | %      | Resultado           |
| ---- | ------------------------ | ----------------- | ------- | --------------------------------------------------------------------------- | ---------------------- | ------- | ------ | ------------------- |
| 198? | Municipais de Simão Dias | Vereador          | PDS     | —                                                                           | —                      | ?       | ?      | Não eleito          |
| 1990 | Estaduais em Sergipe     | Deputado Estadual | PFL     | —                                                                           | —                      | 10.851  | ?      | Eleito              |
| 1994 | Estaduais em Sergipe     | Deputado Estadual | PP      | —                                                                           | —                      | 8.063   | 1,47%  | Eleito              |
| 1998 | Estaduais em Sergipe     | Deputado Estadual | PSB     | Frente Popular das Oposições                                                | —                      | 8.746   | 1,43%  | Eleito              |
| 2002 | Estaduais em Sergipe     | Deputado Estadual | PSB     | Coligação Aliança por Sergipe (PSB, PTC)                                    | —                      | 11.380  | 1,49%  | Eleito              |
| 2006 | Estaduais em Sergipe     | Vice-governador   | PSB     | Sergipe vai mudar (PT, PSB, PMDB, PL, PTB, PCdoB)                           | Marcelo Déda (PT)      | 524.826 | 52,46% | Eleito 1º turno     |
| 2014 | Estaduais em Sergipe     | Vice-governador   | PSB     | Agora é o Povo (PMDB, PSB, PT, PRB, PSD, PDT, PROS, PCdoB, PRTB, PSDC, PRP) | Jackson Barreto (PMDB) | 537.793 | 53,52% | Eleito 1º turno     |
| 2018 | Estaduais em Sergipe     | Governador        | PSD     | Pra Sergipe Avançar (PSD, PT, MDB, PP, DC, PHS, PCdoB)                      | Eliane Aquino (PT)     | 679.051 | 64,72% | Eleito 2º turno     |
| 2024 | Municipal de Aracaju     | Vice-prefeito     | PODE    | Para Aracaju Avançar Mudando (UNIÃO, PODE, PRD, DC, MOBILIZA, Avante)       | Yandra Moura (UNIÃO)   | 43.932  | 14,32% | Não eleito 1° turno |

## Controvérsias

### Suicídio em evento
Em 4 de julho de 2019, durante o "Simpósio de Oportunidades para o Novo Cenário do Gás Natural em Sergipe", evento que discutiria com empresários as perspectivas para o setor no Estado, o empresário Sadi Paulo Castiel Gitz cometeu suicídio na frente de Belivaldo Chagas e do Ministro de Minas e Energia, Bento Albuquerque. Segundo testemunhas, o empresário gritou a frase "Belivaldo, você é um mentiroso" após a fala do governador sergipano e, em seguida, sacou uma arma e atirou contra a própria boca.

### Cassação de chapa
Em 2018, o Ministério Público Federal de Sergipe (MPF/SE) pediu a cassação e a inelegibilidade por oito anos do governador reeleito Belivaldo Chagas por suspeita de práticas irregulares durante a campanha. De acordo com a procuradoria regional eleitoral, as investigações mostraram abuso de poder político, econômico e de autoridade. Também de acordo com o Ministério Público Eleitoral, Chagas teria feito uso repetido da propaganda institucional e da máquina administrativa do Governo do Estado no intuito de promover sua imagem e beneficiar sua candidatura. Ainda de acordo com a ação, próximo ao período eleitoral, o governador realizou a assinatura de dezenas de ordens de serviços em diversos municípios sergipanos.
Em agosto de 2019, o Tribunal Regional Eleitoral de Sergipe decidiu cassar a chapa de Belivaldo Chagas e Eliane Aquino, confirmando que seus membros se beneficiaram de eventos públicos durante a campanha eleitoral, o que se configurou em abuso do poder público. Belivaldo Chagas foi ainda condenado à inelegibilidade por oito anos a contar da data das últimas eleições. 